# Evópoli
Evolución Política (Nederlands: Politieke Evolutie, Evópoli) is een kleine Chileense politieke partij die deel uitmaakt van de centrumrechtse coalitie Chile Vamos.
De partij ontstond op 12 december 2012 als klassiek liberale beweging; in 2015 werd Evópoli omgezet in een politieke partij. Bij de presidentsverkiezingen van 2013 steunde Evópoli de kandidatuur van de centrumrechtse Evelyn Matthei, die echter werd verslagen door de centrumlinkse Michelle Bachelet. Later dat jaar werd Felipe Kast, een medeoprichter van Evópoli in de Kamer van Afgevaardigden gekozen. Hij is tot op de dag van vandaag de enige parlementariër namens Evópoli.

## Verkiezingsresultaten
| Jaar | Aantal afgevaardigden (totaal aantal zetels tussen haakjes) | Aantal senatoren (totaal aantal zetels tussen haakjes) |
| ---- | ----------------------------------------------------------- | ------------------------------------------------------ |
| 2013 | 1 (120)                                                     | 0 (38)                                                 |